# Хлорид ртуті(I)
Хлорид ртуті(I), хлорид диртуті(2+), також каломель, дихлорид диртуті — неорганічна сполука з формулою {\displaystyle \mathrm {Hg_{2}Cl_{2}} }, сполука ртуті і хлору. Відноситься до класу  бінарних сполук, може розглядатися як димер солі одновалентної ртуті і хлоридної кислоти. Кристалічна речовина білого кольору.

## Знаходження в природі
Хлорид ртуті(I) в природі зустрічається у вигляді мінералу каломелі (застаріла назва — рогова ртуть). Колір мінералу від світло-жовтого до коричневого, твердість за  шкалою Мооса 1,5-2.

## Фізичні властивості
Хлорид ртуті(I) — кристалічна речовина білого кольору, на світлі темніє. Легколеткий, не розчиняється у воді (розчинність 3,4 × 10-4 г/л), етанолі, етері; розчиняється у бензені, піридині. Не утворює кристалогідратів. Переганяється з розкладанням при температурі 383–400 °C.
Має тетрагональну сингонію  кристалічної ґратки (просторова група I 4/mmm,a= 0,445 нм,с= 1,089 нм, Z=2).

## Отримання
Хлорид ртуті(I) може бути отримано:
- за допомогою реакцій іонного обміну, наприклад осадженням хлоридом калію з розчину нітрату диртуті(2+) в розведеній нітратній кислоті

{\displaystyle \mathrm {Hg_{2}(NO_{3})_{2}\ +\ 2KCl\longrightarrow Hg_{2}Cl_{2}\downarrow +\ 2KNO_{3}} }
- Взаємодією  хлориду ртуті (II) і металевої ртуті при високій температурі

{\displaystyle \mathrm {HgCl_{2}\ +\ Hg\ {\xrightarrow {250-300\ ^{\circ }C}}\ Hg_{2}Cl_{2}} }
- Взаємодією хлориду ртуті (II) з ціанідом ртуті(II):

{\displaystyle \mathrm {HgCl_{2}\ +\ Hg(CN)_{2}\ {\xrightarrow {70-120^{\circ }C}}\ Hg_{2}Cl_{2}\ +\ C_{2}N_{2}} }

## Хімічні властивості
Хлорид ртуті(I) не реагує з лугами.
Окиснюється до сполук ртуті(II):
- В гарячій концентровані сульфатній кислоті

{\displaystyle \mathrm {Hg_{2}Cl_{2}\ +\ 2H_{2}SO_{4}\ \longrightarrow \ HgCl_{2}\ +\ HgSO_{4}\downarrow +\ SO_{2}\uparrow +\ 2H_{2}O} }
- В гарячій концентрованій нітратній кислоті

{\displaystyle \mathrm {Hg_{2}Cl_{2}\ +\ 4HNO_{3}\ \longrightarrow \ HgCl_{2}\ +\ Hg(NO_{3})_{2}\ +\ 2NO_{2}\uparrow +\ 2H_{2}O} }
Відновлюється до металевої ртуті сильними відновниками, наприклад хлоридом стануму(II) в хлоридній кислоті:
{\displaystyle \mathrm {Hg_{2}Cl_{2}\ +\ SnCl_{2}\ +\ 2HCl\ \longrightarrow \ 2Hg\downarrow +\ H_{2}[SnCl_{6}]} }
Дисмутує на металеву ртуть і сполуки ртуті(II):
- в розбавлених кислотах (повільно) або при нагріванні вище 400 °C

{\displaystyle \mathrm {Hg_{2}Cl_{2}\ \longrightarrow \ HgCl_{2}\ +\ Hg} }
- в розчині аміаку

{\displaystyle \mathrm {Hg_{2}Cl_{2}\ +\ 2(NH_{3}\cdot H_{2}O)\ \longrightarrow \ [Hg(NH_{2})Cl]\downarrow +\ Hg\downarrow +\ NH_{4}Cl\ +\ 2H_{2}O} }
При температурі сублімації в газовій фазі частково розкладається з утворенням хлориду ртуті(I):
{\displaystyle \mathrm {Hg_{2}Cl_{2}\ \rightleftarrows \ 2HgCl} }

## Застосування
Хлорид ртуті(I) використовується для виготовлення каломельного електроду порівняння, як антисептик, як каталізатор, для синтезу  ртутьорганічних сполук. У сучасній медицині не застосовують через її токсичність.

## Токсичність
Хлорид ртуті(I) є помірно-токсичною для теплокровних речовиною:  LD50 для щурів 210 мг/кг (пероральна), 1500 мг/кг (дермальна). Викликає подразнення шкіри, слизових оболонок, сильне подразнення очей. При попаданні всередину організму головним чином уражаються печінка, нирки, ШКТ, ЦНС. Дуже токсичний для водних організмів:  LC50 для Daphnia magna становить 0,002 мг/л протягом 48 год
ГДК (у перерахунку на Hg) становить: у повітрі робочої зони 0,2 мг/м³, в атмосферному повітрі 0,0003 мг/м³, у воді водойм 0,001 мг/л.